# Ostatni z Nieczujów
Ostatni z Nieczujów – cykl historycznych powieści i opowiadań autorstwa Zygmunta Kaczkowskiego, których akcja toczy się na przełomie XVIII i XIX wieku. Cykl był publikowany w formie gawędy w latach 1851-1858. Głównym bohaterem jest Marcin Nieczuja, ostatni z rodu Nieczujów.

## Tematyka
Akcja większości utworów cyklu toczy się w środowisku szlachty galicyjskiej, na ziemi sanockiej. Ich lektura pogłębia wiedzę o obyczajowości tamtejszej szlachty pod koniec XVIII wieku.
Głównym bohaterem utworów oraz narratorem większości z nich jest szlachcic Marcin Nieczuja, nazywający siebie ostatnim ze „starożytnego” rodu Nieczujów. Ów sędziwy już człowiek wspomina czasy swojej młodości, która przypadła na burzliwe lata rozbiorów, konfederacji barskiej i wojen napoleońskich. Bohater, który brał udział w większości z tych wydarzeń opisuje je z perspektywy czasu. Oprócz wydarzeń historycznych wiele miejsca zajmują też wydarzenia lokalne, takie jak sejmiki, spory, zajazdy, jakie zajmowały szlachecką społeczność w Galicji. Teraz z perspektywy czasu z sentymentem wspomina czasy przed rozbiorami jako szczęśliwe, kiedy panował sarmacki styl życia, a główną rolę odgrywała warstwa szlachecka, odznaczająca się umiłowaniem tradycji i troską o jej przechowanie, przywiązaniem do zasad religijnych i etosu rycerskiego oraz żarliwie patriotycznym duchem.
Marcin Nieczuja boleje nad tragedią ojczyzny, swojego rodu oraz warstwy szlacheckiej.
Cały cykl napisany w formie gawędy szlacheckiej. Poszczególne utwory posiadają jednak dodatkowo cechy romansu przygodowego, powieści historycznej, a nawet powieści gotyckiej.

## Odbiór
Utwory z cyklu Ostatni z Nieczujów przyniosły pisarzowi duży rozgłos. Zyskał on poczytność głównie w wśród konserwatywnej części ludności, tak jak Marcin Nieczuja z sentymentem wspominającym dawne czasy. Jednak także osoby niebędące konserwatystami dostrzegały walory tych utworów, przede wszystkim głęboki patriotyzm i przywiązanie do tradycyjnych wartości. W okresie pozytywizmu poczytność Kaczkowskiego znacznie spadła, co wiązało się zarówno z niechęcią pozytywistów do szlacheckiej przeszłości, jak i z problemami pisarza, podejrzanego o szpiegostwo na rzecz Austrii. Niemniej jednak twórczość Kaczkowskiego wywarła duży wpływ na twórczość pisarzy również i tego okresu, czego przykładem może być Trylogia Sienkiewicza.

## Utwory
Na cykl składają się:
- Bitwa o chorążankę (opowiadanie, 1851)
- Kasztelanice Lubaczewscy (opowiadanie, 1851)
- Pierwsza wyprawa pana Marcina (opowiadanie, 1852) (tytuł alternatywny: Pan Franciszek Pułaski)
- Gniazdo Nieczujów (opowiadanie, 1852) (tytuł alternatywny: Dom Nieczujów)
- Swaty na Rusi (opowiadanie, 1852)
- Murdelio (powieść, 1853)
- Mąż szalony (powieść, 1855)
- Grób Nieczui (powieść, 1857)

Utwory te początkowo ukazywały się na łamach prasy, takiej jak krakowski „Czas”, warszawska „Gazeta Codzienna”, „Dziennik Warszawski”, „Gazeta Lwowska”.
W latach 1853–1855 ukazało się, nakładem wydawnictwa B. M. Wolff, liczące VI tomów pełne wydanie książkowe całego cyklu (bez Grobu Nieczui).
- tom 1 – opowiadania: Bitwa o chorążankę, Junacy, Swaty na Rusi[1]
- tom 2 – Murdelio cz. 1.[2]
- tom 3 – Murdelio cz. 2.[3]
- tom 4 – Maż szalony cz. 1.
- tom 5 – Mąż szalony cz. 2.[4]
- tom 6 – opowiadania: Gniazdo Nieczujów, Pierwsza wyprawa pana Marcina, Kasztelanice Lubaczewscy[5]

Powieść Grób Nieczui ukazało się w wydaniu książkowym w 1858 roku.